# Groupe des Odle
Le groupe des Odle (gruppo delle Odle en italien, Geislergruppe en allemand) est un chaînon montagneux des Dolomites surplombant les vallées Gardena au sud, Badia à l'est, de Funes au nord et de l'Isarco à l'ouest. Le chaînon atteint son altitude maximale, 3 025 m, en deux sommets, le Sass Rigais et la Furchetta.
Le groupe des Odle est largement implanté dans le parc naturel Puez - Odle.

## Toponymie
Le nom est attesté en 1759 sous le nom de Gaislerspitz et en 1770 sous le nom de Geisler Spiz. Le terme Odle se traduit en ladin par « aiguilles », en référence à la forme pointue de nombreux sommets du groupe.

## Géographie
Le groupe des Odle est situé au nord-ouest des Dolomites. Il est bordé par le groupe du Puez à l'est, le groupe Putia au nord, le groupe du Sciliar au sud et les Alpes sarentines à l'ouest.

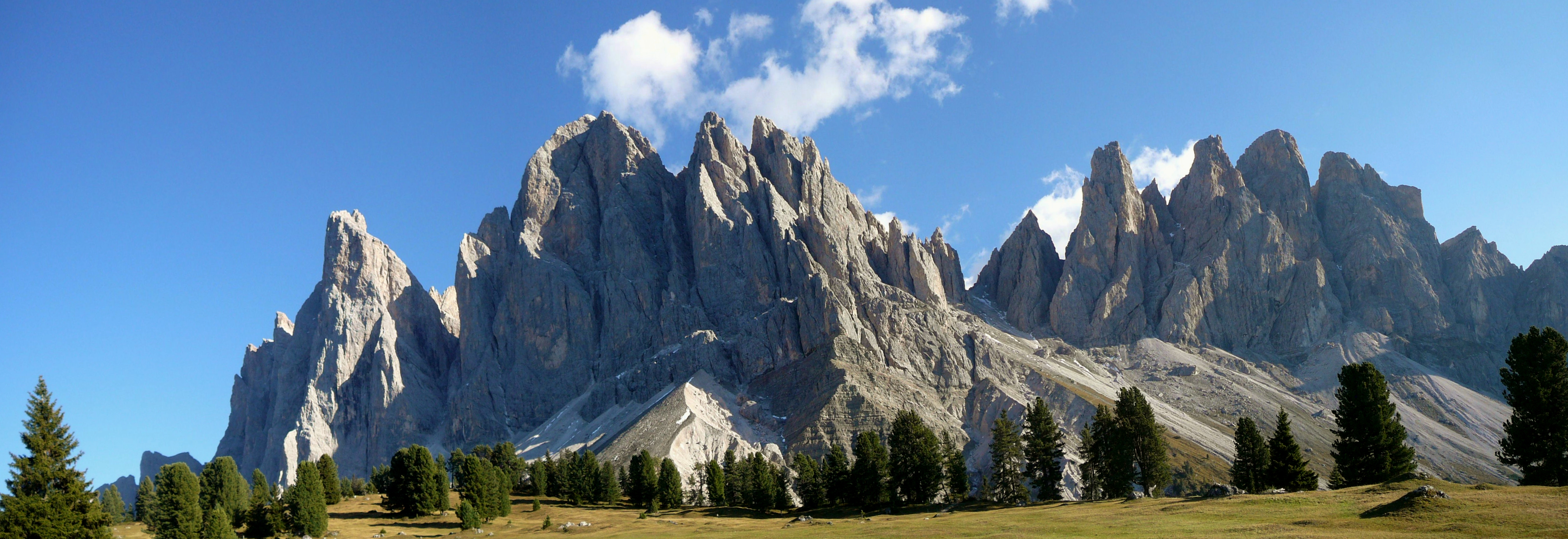
Panorama du groupe des Odle depuis le nord.

Panorama du groupe des Odle depuis le sud.

### Principaux sommets
- Sass Rigais, 3 025 m
- Furchetta, 3 025 m
- Sass de Porta (Seekofel), 2 915 m
- Sass da l'Ega (Wasserkofel), 2 915 m
- Grande Fermeda (Fermeda), 2 873 m
- Gran Odla (Feislerspitz), 2 832 m
- Sass de Mesdì (Mittagsspitz), 2 760 m
- Monte Tullen (Tullen), 2 654 m

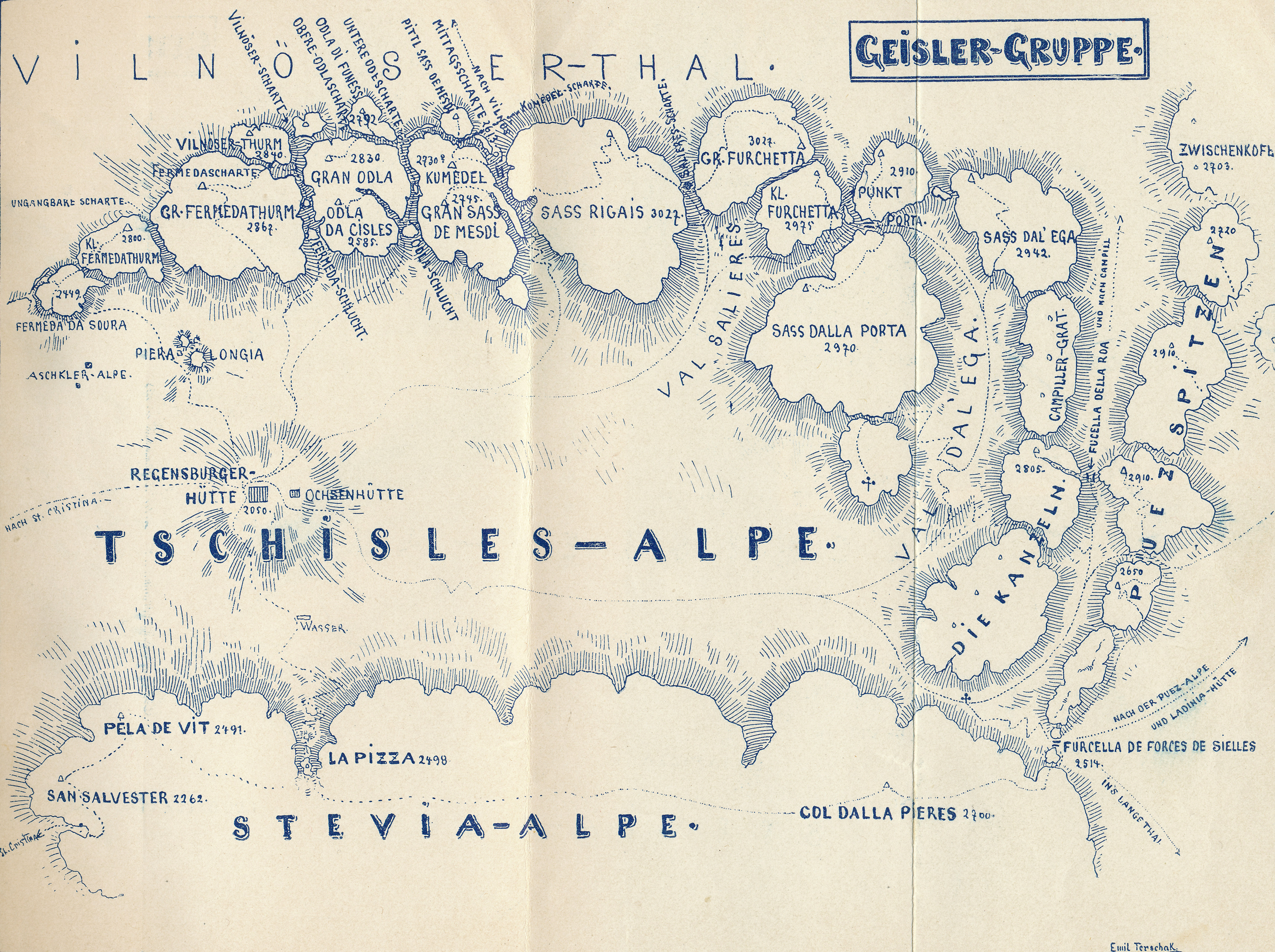
Carte issue du guide illustré à travers les Dolomites de Gardena d'Emil Terschak.
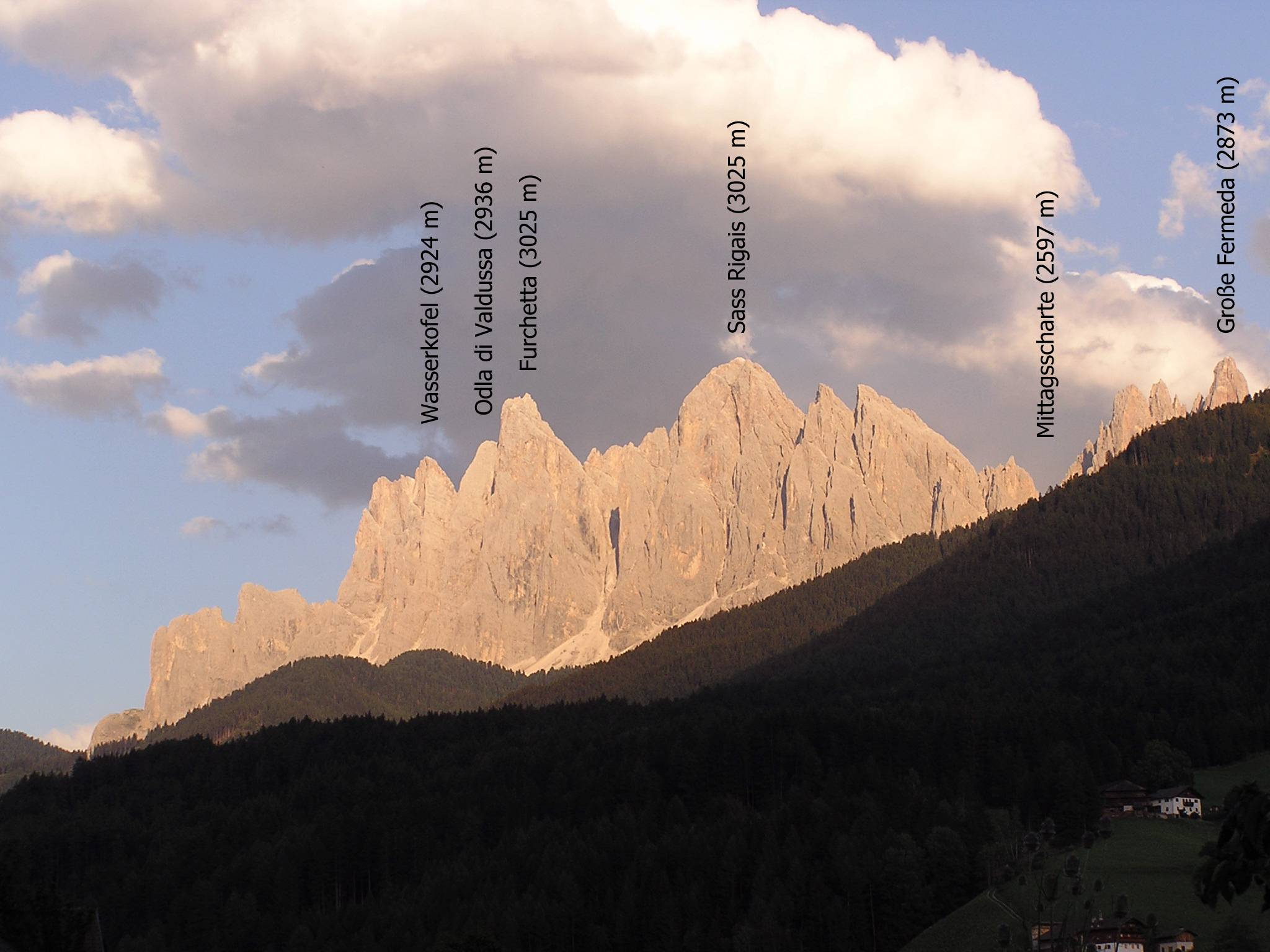
Vue depuis Funes.
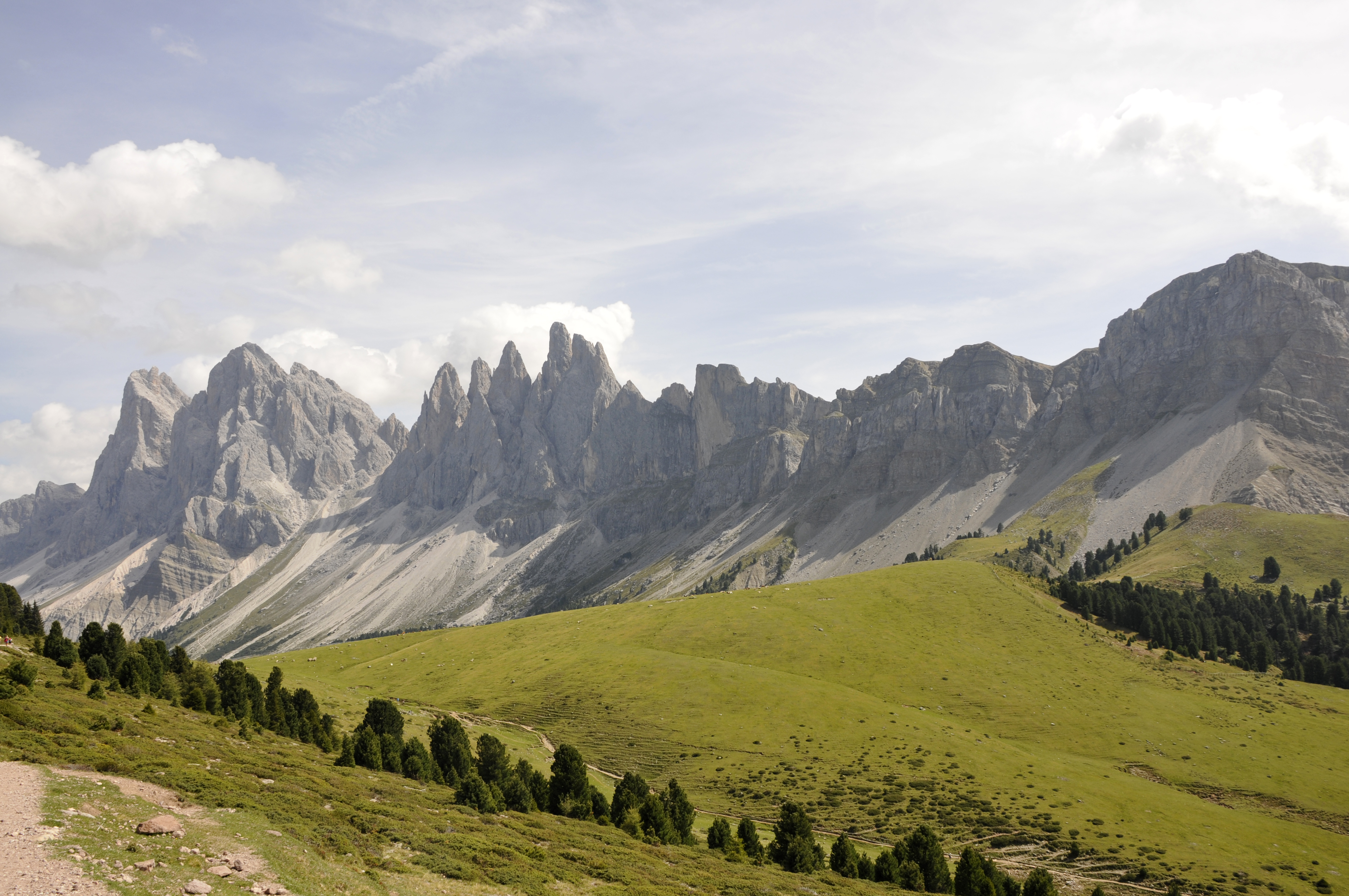
Vue depuis l'ouest.

## Escalade
Le groupe est apprécié par les grimpeurs pour la kyrielle de voies praticables. Il y a aussi des via ferrata dont la plus connue est celle du Sass Rigais.